# Доналд Евънс
Доналд Луис Евънс (на английски: Donald Louis Evans) е американски политик, бивш Секретар по търговията (34), по време на управлението на Президента на САЩ Джордж Уокър Буш. Познат като близък приятел и съратник на президента Буш.

## Биография
Роден е и получава образованието си в щата Тексас. Започва да се занимава с нефтодобив, където се запознава с Джордж У. Буш.
Двамата стават приятели, като по-късно, Евънс активно участва в кампанията на Буш-младши, в изборите за Губернатор на щата Тексас, през 1994 и 1998 година.
През 2000 година ръководи предизборният щаб на Джордж У. Буш, в изборите за Президент на САЩ. Назначен на поста Секретар, на 20 януари 2001 година, където остава до 20 февруари 2005 година, когато е наследен на поста от Карлос Гутиерес.
Женен е за Сюзан Евънс, с която имат две дъщери и син.